# شهرستان کلی (نبراسکا)
شهرستان کلی، نبراسکا (به انگلیسی: Clay County, Nebraska) یک سکونتگاه مسکونی در ایالات متحده آمریکا است که در نبراسکا واقع شده‌است.

## خصوصیات
شهرستان کلی ۱٬۴۸۶٫۶۶ کیلومترمربع مساحت دارد.